# Rostnosråttor
Rostnosråttor (Oenomys) är ett släkte gnagare i underfamiljen möss (Murinae) med två arter.

## Beskrivning
Individerna når en kroppslängd mellan 11 och 22 cm, därtill kommer en 14 till 21 cm lång svans. Vikten varierar mellan 50 och 220 gram. Den mjuka pälsen har på ovansidan en rödbrun färg, undersidan är vitaktig till ljusbrun. Som namnet antyder har de en rödaktig nos eller röda kinder. Svansen bär bara enstaka hår och är istället täckt med fjäll, öronen är stora och avrundade.
Rostnosråttor förekommer i Afrika söder om Sahara. Utbredningsområdet sträcker sig från Sierra Leone och Etiopien till Angola och Tanzania. De vistas företrädesvis i skogar med tät undervegetation. Rostnosråttor har bra förmåga att klättra i träd. De har inga speciella aktivitetstider och vilar i självbyggda bon av gräs och löv. Antagligen lever individerna främst ensamma. Födan utgörs av olika gröna växtdelar och ibland av insekter.

## Systematik
I underfamiljen möss sammanfattas rostnosråttor och några andra släkten i den så kallade Oenomys-gruppen. De andra släktena är Grammomys, Lamottemys, Thallomys och Thamnomys samt de utdöda Canariomys och Malpaisomys som levde på Kanarieöarna.
En nyare genetisk studie sammanfattar Oenomys-gruppen med Aethomys-gruppen, Arvicanthis-gruppen, Dasymys-gruppen, Golunda-gruppen och Hobomys-gruppen i ett tribus, Arvicanthini. En närmare släktskap till de egentliga råttorna (Rattus) består däremot inte.
Släktet utgörs av två arter:
- Oenomys hypoxanthus förekommer från Nigeria till Angola och Tanzania.
- Oenomys ornatus lever i västra Afrika från Sierra Leone till Ghana.

Båda listas av IUCN som livskraftig.